# Vincenzo Grimani
Vincenzo Grimani (ur. 26 maja 1653 w Wenecji  – zm. 26 września 1710 w Neapolu) – był włoskim kardynałem (kardynał-diakon Sant'Eustachio) i dyplomatą.
Wybrał karierę duchownego. W roku 1697 został kardynałem i jako kardynał wziął udział w Konklawe 1700 roku. Był też mężem stanu i dyplomatą w służbie Sabaudii, a potem cesarza.
Od roku 1708 austriacki cesarski wicekról Neapolu.